# Zygmunt Nabzdyk

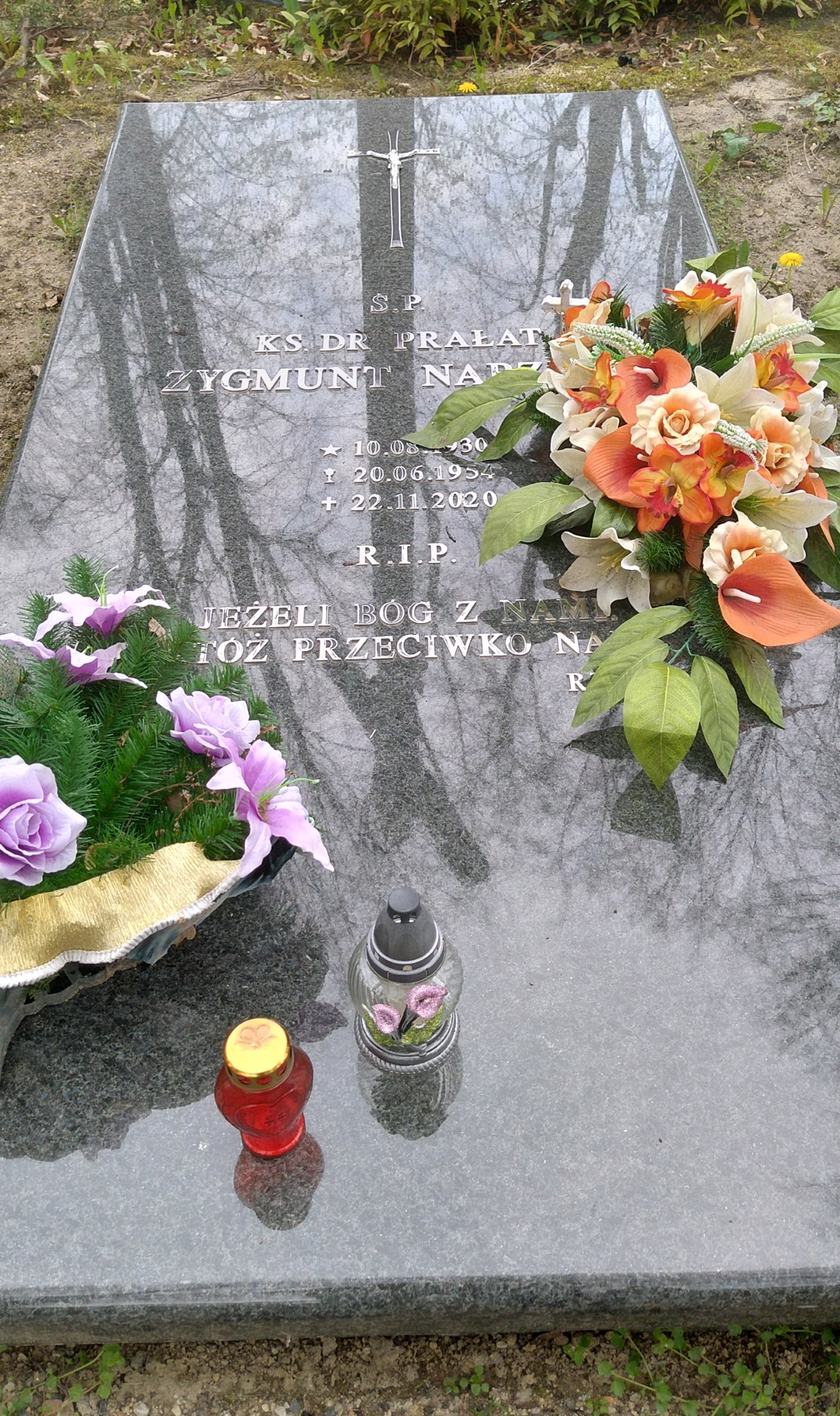
Grób Zygmunta Nabzdyka na cmentarzu w Prudniku

Zygmunt Józef Nabzdyk (ur. 10 sierpnia 1930 w Bielszowicach, zm. 22 listopada 2020) – polski duchowny rzymskokatolicki, kapelan honorowy Jego Świątobliwości, doktor teologii.

## Życiorys
Syn Walerii i Stanisława Nabzdyk. Miał ośmioro rodzeństwa. Ukończył szkołę podstawową w rodzinnej miejscowości. Podczas II wojny światowej kontynuował naukę w prywatnej szkole średniej w Krapkowicach. Po zakończeniu wojny uczęszczał do Państwowego Gimnazjum w Nowej Wsi. Wraz z rodziną zamieszkał w Prudniku, gdzie jego rodzice współtworzyli polskie szkolnictwo (jego ojciec był pierwszym powiatowym inspektorem szkolnym w Prudniku). Od sierpnia 1945 uczęszczał do I Liceum Ogólnokształcącego w Prudniku, w którym złożył egzamin dojrzałości w 1949. Po maturze wstąpił do Wyższego Seminarium Duchownego Śląska Opolskiego w Opolu.
20 czerwca 1954 w katedrze Podwyższenia Krzyża Świętego w Opolu przyjął święcenia kapłańskie z rąk Zdzisława Golińskiego. Do 1957 był wikariuszem w parafii św. Barbary w Bytomiu. Następnie, w latach 1957–1959 był prefektem w Wyższym Seminarium Duchownym Śląska Opolskiego, a w latach 1959–1977 seminaryjnym ojcem duchownym. W latach 1977–1983 pełnił funkcję dyrektora Domu Studiów w Opolu, a od 1977 do 1994 był także wykładowcą Niższego Seminarium Duchownego w Nysie. W latach 1977–2008 był diecezjalnym ojcem duchownym. Od 1989 do 2008 pracował jako sędzia w Sądzie Diecezji Opolskiej.
W 1989 otrzymał stopień doktora teologii na Papieskim Wydziale Teologicznym we Wrocławiu na podstawie pracy „Modlitwa błagalna jako kształt wiary chrześcijańskiej w świetle współczesnej teologii katolickiej”. Od 1987 do 2010 był członkiem Komisji do Spraw Konserwacji Zabytków i Budownictwa Sakralnego (od 1992 Diecezjalnej Komisji do Spraw Sztuki Kościelnej i Budownictwa Sakralnego) oraz Diecezjalnej Rady Duszpasterskiej. W 1981 otrzymał tytuł honorowego kapelana Jego Świątobliwości. Był wykładowcą Wydziału Teologicznego Uniwersytetu Opolskiego.
W 2008 przeszedł na emeryturę, zamieszkał w Domu Księży Emerytów w Opolu. W tymże roku został odznaczony Złotym Krzyżem Zasługi. W 2009 przyznano mu nagrodę im. Wojciecha Korfantego. Zmarł 22 listopada 2020 w wieku 90 lat z powodu COVID-19. 28 listopada w kościele św. Michała Archanioła w Prudniku została odprawiona msza pogrzebowa, po której został pochowany w grobowcu księży pod głównym krzyżem na cmentarzu komunalnym w Prudniku. Pośmiertnie został odznaczony Krzyżem Kawalerskim Orderu Odrodzenia Polski.

## Odznaczenia i wyróżnienia
- Złoty Krzyż Zasługi (2008)[8]
- Nagroda im. Wojciecha Korfantego (2009)[9]
- Krzyż Kawalerski Orderu Odrodzenia Polski (2020)[13]